# Pseudosphenoptera cocho
Pseudosphenoptera cocho är en fjärilsart som beskrevs av William Schaus 1898. Pseudosphenoptera cocho ingår i släktet Pseudosphenoptera och familjen björnspinnare. Inga underarter finns listade.